# Castel Capuano
Castel Capuano è, dopo il Castel dell'Ovo, il più antico castello di Napoli. Di origine normanna, è situato allo sbocco dell'attuale via dei Tribunali ed è stato sede della sezione civile e penale del tribunale di Napoli (oggi al Centro direzionale). È sede operativa della Scuola Superiore della Magistratura dal 15 maggio 2023. Deve il suo nome al fatto di essere ubicato a ridosso di Porta Capuana, che si apre sulla strada che conduceva all'antica Capua.

## Storia

### Origini
La sua costruzione fu avviata nel 1160 dall'architetto Buono per volere del re di Sicilia Guglielmo I detto il Malo, figlio di Ruggero il Normanno. L’edificio aveva funzioni difensive caratterizzato da robuste fortificazioni, dall'austerità degli ambienti e la sua vocazione naturale di presidio militare. Scavi effettuati nel XIX secolo hanno dimostrato che il castello fu eretto sull'area in cui nella Napoli romana sorgeva una fortellezza presso il Gymnasium e trasformato in un cimitero nei secoli successivi, come è riportato nella Cronaca di Partenope, un trattato anonimo di storia di Napoli compilato al principio del secolo XIV (Libro I, e. 14) e come provano le numerose tombe rinvenute.

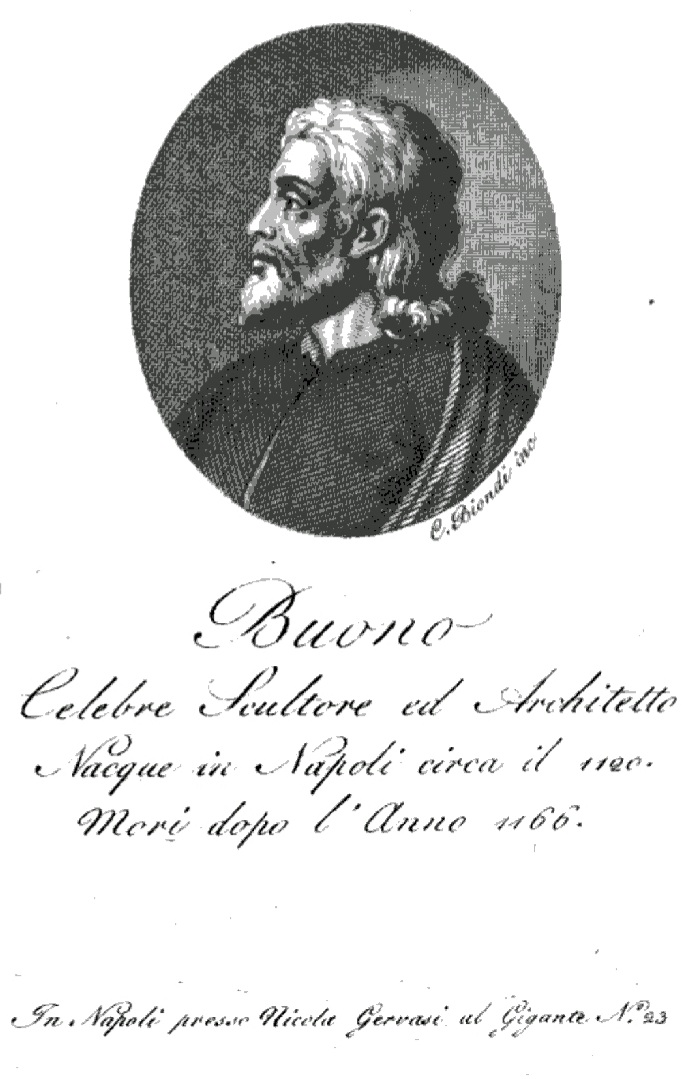
Buono, architetto del Castel Capuano

Nel 1231, per iniziativa di Federico II, si ebbe il primo intervento di trasformazione del castello, che pur conservando le sue indispensabili fortificazioni, fu reso più ospitale e meglio rispondente ad ospitare momentaneamente il sovrano di passaggio da Napoli. Ne nominò castellano il suo uomo di fiducia Dipoldo di Dragoni, e usò il castello per custodire importanti prigionieri politici.

### Periodo angioino
Con l'avvento degli Angioini iniziò l'edificazione (1279-82) di una nuova fortezza, Castel Nuovo (o Maschio Angioino), che divenne dimora dei sovrani di Napoli. Castel Capuano continuò ad ospitare fra le sue mura alcuni membri della famiglia reale nonché funzionari e altri illustri ospiti come Francesco Petrarca, che vi soggiornò nel 1370 in qualità di legato di Clemente VI. Durante il regno di Giovanna I (1343-1382) il castello fu sottoposto a nuovi restauri, resi necessari dalle conseguenze del devastante saccheggio subìto ad opera delle truppe di Luigi I d'Ungheria, che furono poi costrette ad abbandonare la città per l'arrivo della peste nera. I restauri avvenuti sotto Giovanna I, riguardarono la sostituzione delle merlature danneggiate, la fortificazione del castello nonché il suo ingentilimento, nelle parti interne che davano al giardino interno, dove furono aperte nuove finestre ogivali in foggia gotica.
Pur rimanendo in secondo piano rispetto alla maestosa sede della corte reale, l'imponente Maschio Angioino, il castello capuano fece da cornice a molti importanti eventi, come lo sfarzoso matrimonio di Carlo di Durazzo, che tanta impressione suscitò negli osservatori del tempo. Fu proprio il figlio di Carlo, Ladislao il Magnanimo (1399-1414), a riprendere brevemente Castel Capuano come propria residenza, mentre sua sorella Giovanna II (1414-1435) fu costretta a rifugiarsi fra le sue mura durante lo scontro con Alfonso V d'Aragona, che aveva stabilito la propria corte in Castel Nuovo. La fortezza subì in questo periodo l'assedio dell'Aragonese, che dovette però arrendersi di fronte all'inespugnabilità della residenza in cui Giovanna aveva trovato riparo. Da qui, la sovrana partì poi alla volta di Aversa, dove nominò suo erede Luigi III d'Angiò in opposizione al ripudiato Alfonso.
Sempre in Castel Capuano, il 23 agosto 1433 morì assassinato il favorito della regina Sergianni Caracciolo, mandato a morte dalla stessa sovrana.

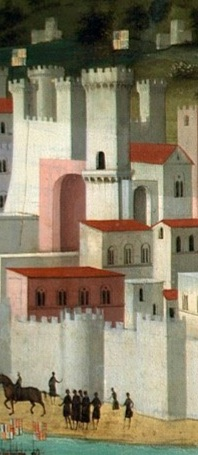
Unica raffigurazione superstite, tratta da un dettaglio della celebre Tavola Strozzi (1472-1473) del Castel Capuano in Epoca Aragonese prima delle trasformazioni vicereali. Purtroppo L'autore della tavola ha dovuto, data l'estensione dell'opera (che raffigura l'Intero golfo di Napoli, durante l'età Aragonese), omettere dettagli importanti degli edifici più lontani, tra cui il Castel Capuano, che appare astratto e incompleto

### Periodo aragonese e trasformazione da reggia a tribunale

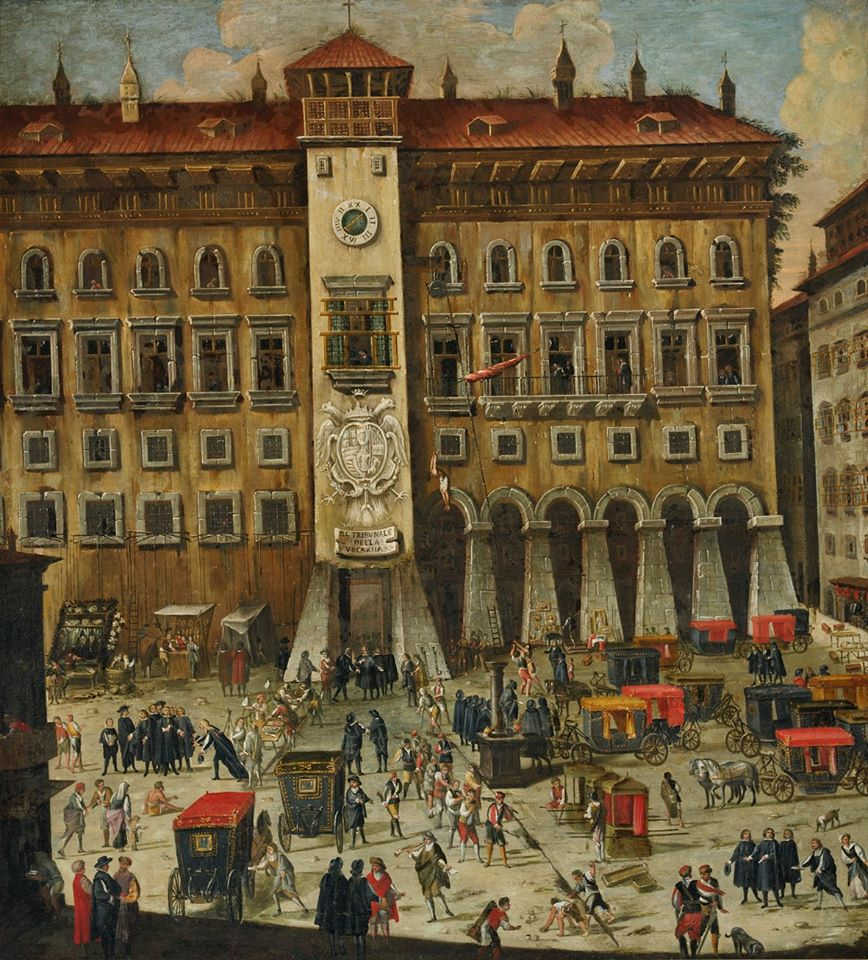
Castel Capuano nel XVII secolo

Sotto il regno degli Aragonesi, il Castel Capuano venne inglobato dentro la nuova cinta muraria, perdendo il ruolo di baluardo difensivo. Negli anni successivi alla conquista della città, Alfonso d'Aragona, nell'attesa del completamento della ricostruzione del Castel Nuovo, lo usò come principale dimora dinastica, facendolo abbellire con cicli di affreschi commissionati al quotato pittore valenciano Jacomart Baco ed arazzi di foggia fiamminga. Il castello visse certamente la sua ora più splendida nella veste di edificio di rappresentanza tra gli anni '70 e '90 del XV secolo, quando Alfonso II di Napoli, duca di Calabria ed erede al trono, profuse enormi somme nel dare vita a un sistema di dimore di "svago" interconnesso nell'area orientale della città, comprendente anche le ville di Poggioreale e della Duchesca e il cui "fulcro" era proprio il grande maniero di fondazione normanna. L'architetto a cui fu affidato il compito di costruire le due ville (oggi non più esistenti) con i loro grandi giardini e la nuova Porta Capuana e di modificare ulteriormente il Castello fu probabilmente Giuliano da Maiano. La documentazione rinvenutaci sui molteplici interventi decorativi è purtroppo molto frammentaria, tuttavia è certo che vi lavorarono gli stessi artisti (Antonello del Perrino, Giacomo Parmense, Calvano da Padova, Luigi La Bella) attivi nell'adiacente Villa della Duchesca.
Nei decenni a cavallo tra i secoli XV e XVI, fu anche scenario di memorabili eventi mondani, come i festeggiamenti delle nozze tra Federico III d'Asburgo e Eleonora d'Aviz (risalenti all'anno 1452), quelli delle nozze tra Sigismondo I di Polonia e Bona Sforza (risalenti al 1517), e alcune rappresentazioni teatrali di opere del Sannazaro accompagnate da fastosi apparati scenografici.
Con l'annessione del Regno di Napoli alla corona di Spagna e la sua costituzione in Vicereame (1503), tutte le dimore abitate in precedenza dai sovrani e dai principi aragonesi (castelli, palazzi e ville) andarono incontro a un inesorabile destino di decadenza. Per il Castel Capuano il canto del cigno nel suo ruolo da reggia lo si ebbe nel 1535, anno nel quale Carlo V d'Asburgo vi dimorò per alcuni mesi di ritorno dalla memorabile impresa della Riconquista di Tunisi, ricevendovi varie delegazioni da altri stati italiani e celebrandovi un ulteriore matrimonio sontuoso di quell'epoca, quello tra il principe di Sulmona, Filippo di Lannoy (a cui lo donò nel momento della partenza) e Isabella Colonna.
Un cambiamento di funzione che inaugurò una nuova epoca nella storia dell'edificio lo si ebbe nell'anno 1537, quando il viceré don Pedro de Toledo, dopo averlo confiscato al proprietario, decise di trasformarlo nel tribunale del Regno, riunendovi tutte le corti di giustizia sparse in diverse sedi in tutta la città: il Sacro Regio Consiglio, la Regia Camera della Sommaria, la Gran Corte Civile e Criminale della Vicaria e il Tribunale della Zecca. Per adattarlo al suo nuovo ruolo di grande palazzo di Giustizia,  fu radicalmente modificato dagli architetti Ferdinando Manlio e Giovanni Benincasa: furono eliminate tutte le strutture tipicamente militari e fu ripensato nei suoi spazi interni, mentre i sotterranei furono destinati a prigione dotata di attrezzatissime camere di tortura.

### Trasformazioni e restauri

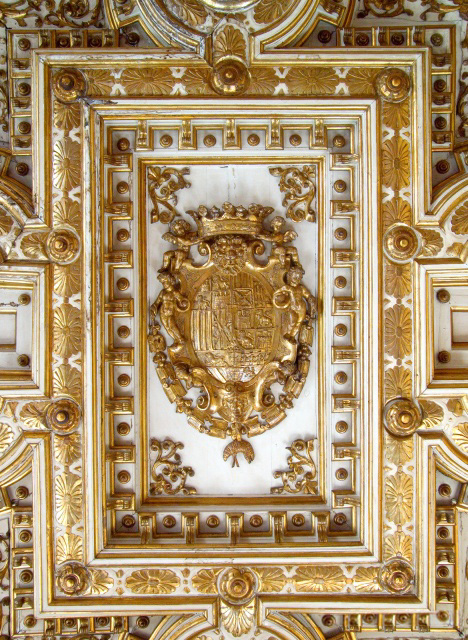
Particolare di una decorazione del soffitto con ritratto lo stemma dei Borbone di Napoli

Nella sua lunga storia, Castel Capuano ha subito numerosi interventi di trasformazione e restauro che ne hanno profondamente cambiato la fisionomia. Già sotto Federico II furono rifatte le mura esterne, con l'apertura delle finte finestre della facciata principale. Durante il periodo aragonese, come è stato detto sopra, venne inglobato dentro la nuova cinta muraria cittadina ed ebbe, prima sotto Alfonso il Magnanimo e poi sotto il duca di Calabria, consistenti interventi di abbellimento prettamente legati alle decorazioni dei saloni, delle logge dove furono aperte presumibilmente finestre a croce  e del giardino. Il grande rifacimento commissionato da Don Pedro de Toledo utilizzò l'antico impianto della fabbrica, mantenendone la monumentalità, ma privandolo del giardino e di tutti gli abbellimenti decorativi e strutturali fatti appore dagli Aragonesi. Nei decenni successivi vi furono commissionati molteplici interventi decorativi, legati alla sua nuova funzione di tribunale; come non citare al riguardo gli affreschi eseguiti dallo spagnolo Pedro de Rubiales (in precedenza collaboratore del Vasari a Roma) negli ambienti della Regia Camera della Sommaria nel biennio 1547-1548 (pervenutici oggi sono nello spazio dell'Oratorio) e quelli realizzati nel 1608 dal greco-napoletanizzato Belisario Corenzio in quattro "rote" del Sacro Regio Consiglio, visibili ancora in ben tre sale. Nel breve periodo vicereale-austriaco (nonostante la scarsità di notizie) è certo che vennero commissionate ulteriori aggiunte decorative, ispirate nell'esecuzione al nascente gusto rococò, come testimoniato da un superstite boudoir del 1725 affrescato sulle volte e sulle pareti da Antonio Maffei e Tommaso Alfano, sotto la direzione di Ferdinando Sanfelice. Anche nel periodo borbonico gli interventi si limitarono all'aggiunta di nuovi affreschi di carattere prettamente profano: nel 1752 il Salone del Sacro Regio Consiglio venne dipinto negli ornati parietali (tuttora sopravvissuti) da Carlo Amalfi e Giovan Battista Natali, mentre della volta (perduta e sostituita nei primi decenni del '900 da un cassettonato ligneo) se ne occupò il solimenesco Leonardo Olivieri; nel 1770 Antonio Cacciapuoti affrescò insieme ad una squadra di pittori "ornamentisti" il Salone della Sommaria (oggi noto come Salone dei Busti).
Al triennio 1856-1858 va ricondotta l'opera di modifica del castello più profonda dai tempi di Don Pedro: sotto la guida dell'ingegnere Giovanni Riegler, intervenuto originariamente per riparare un dissesto, fu rinnovata la facciata principale e i balconi furono ritrasformati in finestre, scomparvero le arcate del pianterreno e fu costruito un marciapiede lungo tre lati. Il Salone dei Busti che aveva perso gli affreschi della volta a causa di infiltrazioni d'acqua non contrastate per decenni, venne ridecorato (rispettando le parti superstiti) dai pittori pugliesi Biagio Molinaro e Ignazio Perricci. Dopo l'Unità d'Italia sulla facciata esterna fu affisso lo scudo di Casa Savoia, in sostituzione di quello borbonico. Nel corso di ulteriori e meno significativi lavori d'inizio Novecento furono eseguiti presso le fondazioni del castello alcuni scavi, che portarono alla luce dei frammenti di iscrizioni lapidee che hanno confermato la presenza nei pressi dell'antico Gymnasium. Da scavi effettuati nel 1913 sono emerse invece delle tombe con vasi in terracotta e lapidi con iscrizioni latine, che proverebbero il successivo adattamento dell'area alla funzione di cimitero.
Attualmente il castello è interessato da complessi restauri conservativi (finanziati da fondi europei), al termine dei quali verrà riaperto al pubblico.

## L'architettura

### Esterno

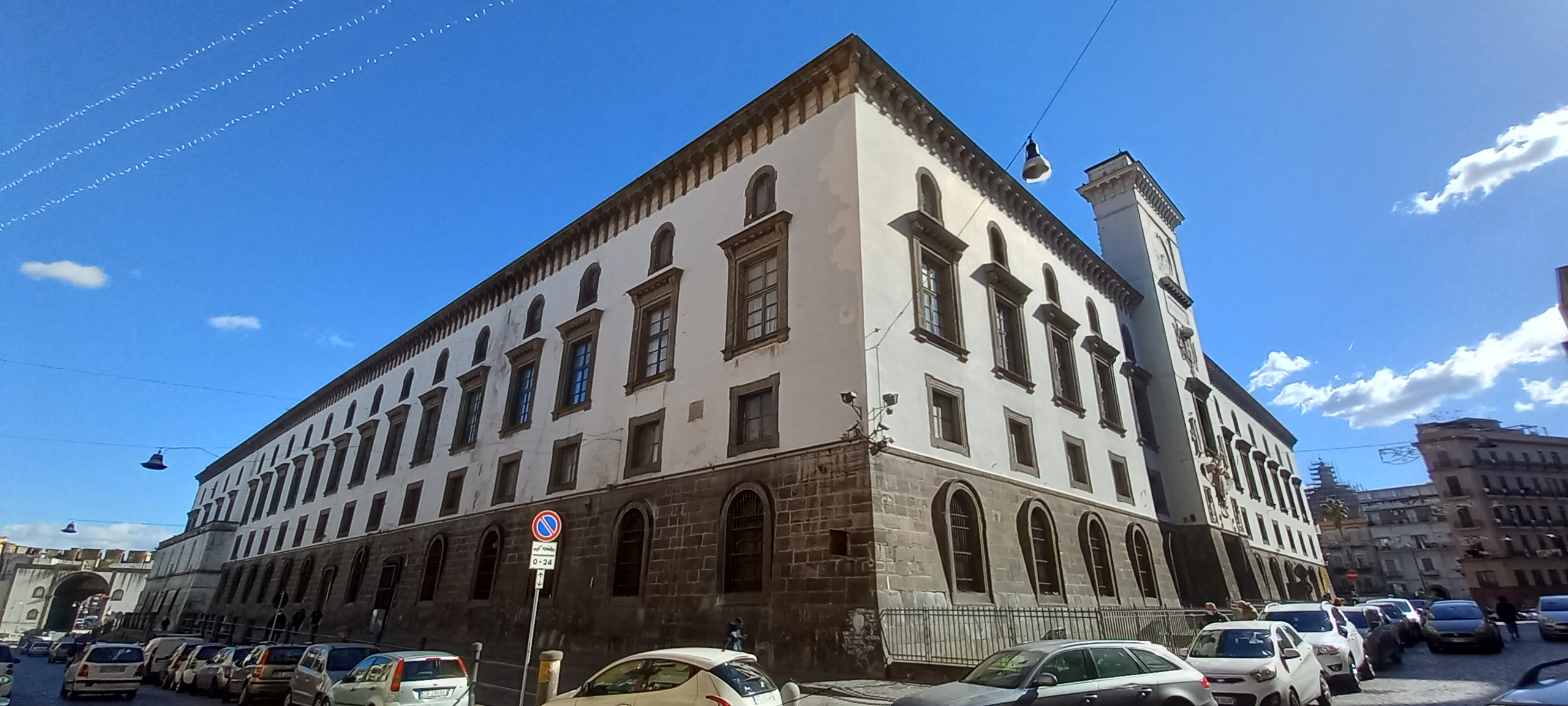
Prospetto laterale

Sul portale d'ingresso di Castel Capuano campeggia una lapide che celebra la vittoria di Carlo V a Tunisi e la data in cui il castello divenne sede della Corte di Giustizia. Il portale è poi sormontato da una grande aquila bicipite, stemma della casa reale di Spagna, opera di Francesco Sangallo, e da colonne d'Ercole binate col motto Plus ultra. A un livello superiore domina lo stemma dei Savoia, affisso dopo l'Unità d'Italia in sostituzione di quello dei Borbone. L'orologio della facciata risale invece al 1858.
Superato il portale si accede ad un cortile circondato da un portico sostenuto da pilastri di ordine dorico. Questo spazio rappresenta il nucleo del castello: è qui che si riunivano avvocati, giudici, imputati, testimoni e le folle di cittadini coinvolti nelle vicende giudiziarie o semplicemente curiosi. Da qui si aprono le scalinate che conducono agli ambienti interni del castello.
Sul retro del Castello sorge infine la fontana detta del Formiello. Costruita nel 1490 come abbeveratoio per i cavalli, fu rifatta nel 1583 da Michele de Guido che vi appose gli stemmi del viceré Pedro d'Aragona. La fontana fu chiamata così in quanto alimentata dalle acque dell'omonimo acquedotto.

### Interno

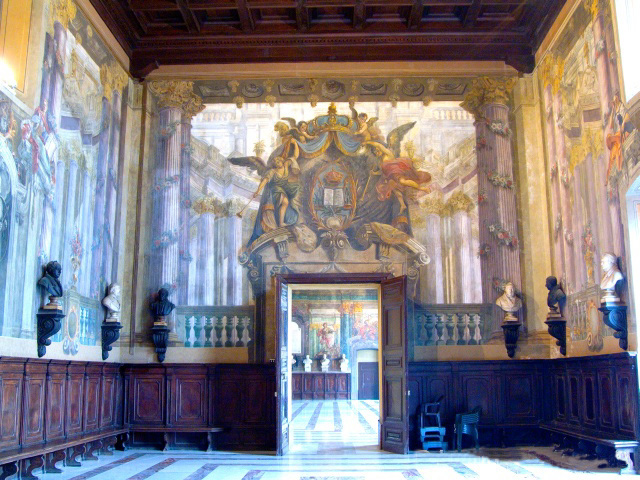
Panoramica di una sala che con in vista l'ingresso alla salone dei Busti

Fra le sale interne di Castel Capuano, una delle più interessanti è certamente il Salone della Corte d'Appello, con affreschi di Antonio Cacciapuoti e altri artisti, eseguiti alla fine del XVIII secolo. Il ciclo raffigura allegorie delle province del regno: la provincia dei Marsi, dei Vestini, dei Picentini, degli Irpini, la Lucania, il Brutium Citerius e il Brutium Ulterius.
La sala dei Busti, situata al primo piano, ospita oggi i busti in marmo degli avvocati più famosi del foro di Napoli. In precedenza era la sala dove si tenevano le udienze pubbliche della Camera della Sommaria. Considerato il cuore del castello, oggi vi si celebrano gli avvenimenti solenni e si convocano riunioni straordinarie. Anche in questa sala gli affreschi ripropongono dodici figure femminili rappresentanti le province del regno: le figure poggiano su altrettanti piedistalli, intervallati fra loro da finte colonne. Il soffitto fu affrescato da Ignazio Perricci e Biagio Molinaro ed è diviso in tre campi, ciascuno dei quali celebra la forza ed il trionfo della Giustizia. 

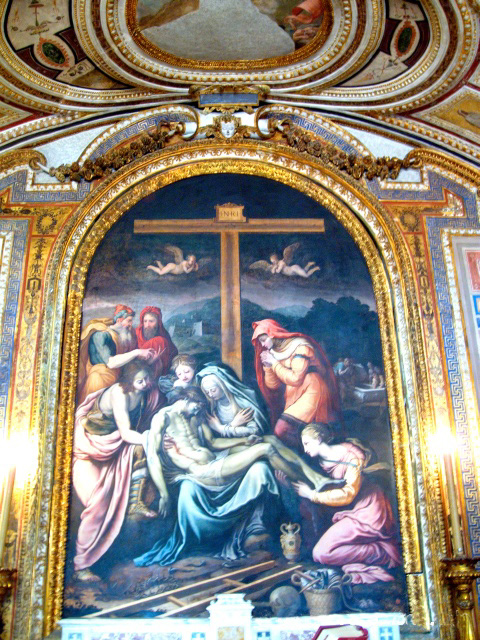
Compianto su Cristo morto, dipinto sull'altare della Chiesa della Sommaria

Dalla sala dei Busti (o salone dei Busti) si accede alla cappella della Sommaria, una sala a pianta quadrata con pareti cieche realizzata verso la metà del Cinquecento.
La sala che oggi ospita la biblioteca fu sede del Gran Consiglio durante il regno degli Angioini, poi sala di udienza della Gran Corte Criminale nel periodo borbonico. Qui furono processati anche i patrioti che parteciparono alla rivoluzione del 1848 contro Ferdinando II. La Biblioteca, trasferita qui da ambienti adiacenti, fu inaugurata il 19 luglio 1896 ed ospita circa 80.000 volumi tra cui rarissime opere dei secoli XVI, XVII e XVIII che costituiscono nel loro insieme il cosiddetto Fondo Antico.